# Јан Кубелик
Јан Кубелик (чеш. Jan Kubelík; Праг, 5. јул 1880 — Праг, 5. децембар 1940), чешки виолиниста и композитор, кога су због виртуозног стила упоређивали са Паганинијем (шест виолинских концерата, Америчка симфонија).

## Повезаност са Југославијом
Страдивариусову виолину, купио је од српског виолинисте, концертмајстора Пештанске опере Драгомира Кранчевића.
Наступао је са Емилом Хајеком, који је деловао у Београду.
Једно време је поседовао је вилу у Опатији, где се радо враћао са својих концертних путовања.